# 赵群学
赵群学（1940年—），是中国贵州省人，“特异功能”争议人物。曾因诈骗7000多元人民币而获刑2年。演员李连杰曾称他结婚“冲喜”，甚至离婚和再婚，都是受到赵群学的具体指导。